# La Complainte de la Butte
»Žalostinka z griča« (v izvirniku francosko »La Complainte de la Butte«) je francoski ljubezenski šanson, ki ga je napisal Jean Renoir, uglasbil Georges van Parys ter izvirno izvedla Cora Vaucaire kot singel kot tudi kot del glasbene podlage za film Francoski kankan (French Cancan, 1955), ki ga je napisal in režiral Jean Renoir. Šanson velja klasičnega predstavnika francoskih šansonov kot tudi pesmi o Parizu.

## Zgodovina
Stopnice griča (»la butte«) z vrha ulice svetega Vincencija (»la rue Saint-Vincent«) ter krila mlinov (»les moulins«), ki naj bi ščitila zaljubljence, se nanašajo na grič Montmartre v Parizu, Franciji. Kot se glasi »žalostinka« (»la complainte«), »Z vrha ulice svetega Vincencija / v času enega trenutka / ljubila sta se pesnik in neznanka, / ki nikoli več ni je videl [...] Ulična princesa, v mojem strtem srcu dobrodošla, / moja mala beračica, / čutim tvoje manšete, ki iščejo mojo roko, / čutim tvoje prsi in tvoj vitki pas, / pozabljam na svojo žalost, / ko na tvojih ustnicah / vonjam mrzlico podhranjenega otroka / ter pod tvojim dotikom čutim opitost, / ki me uničuje [...]« (v izvirni francoščini, »En haut de la rue Saint-Vincent, / un poète et une inconnue, / s'aimèrent l'espace d'un instant, / mais il ne l'a jamais revue [...] Princesse de la rue / soit la bienvenue dans mon cœur brisé, / ma petite mendigote, / je sens ta menotte / qui cherche ma main, / je sens ta poitrine et ta taille fine, / j'oublie mon chagrin, / je sens sur tes lèvres / une odeur de fièvre de gosse mal nourrie, / et sous ta caresse, je sens une ivresse qui m'anéantit«).
V filmu Francoski kankan (1955) se pesem prikaže, ko izmišljeni ustanovitelj in direktor kabareta Moulin Rouge (ob vznožju hriba Montmartre) Henri Danglard (Jean Gabin) predstavi svojo novo pridobljeno pevko Esther Georges (Anna Amendola, z glasom Core Vaucaire), ki takrat prvič zapoje »Žalostinko z griča«.

## Predelave in prilagoditve
Po Cori Vaucaire so žalostinko obdelali številni izvajalci, med njimi André Claveau (1955), Patachou (1955), Marcel Mouloudji (1956), Barbara in Frank Alamo (1964), Renzo Gallo (1974), Francis Lemarque (1988), Lambert Wilson (1997), Patrick Bruel in Francis Cabrel (2002), Hélène Ségara (2008), Daniel Darc (izdano posthumno, 2013), Rufus Wainwright (2014), Zaz (2014) in Sirius Plan (2015).

## V filmu in filmski glasbi
- Francoski kankan (1955), napisal in režiral Jean Renoir, izvedla Cora Vaucaire[6].
- Moulin Rouge (2001), napisala Baz Luhrmann in Craig Pearce, režiral Baz Luhrmann, izvedel Rufus Wainwright[7].